# 黃勝關
黃勝關 在四川省松潘縣西北漳臘營西北四十里，關外即西夷地，岷江由此流入，舊有兵戍守。在今四川省阿壩藏族羌族自治州松潘縣川主寺鎮黃勝關村。從四川松潘出黃勝關，經草地，可至前藏；由黃勝關附近的兩河口地方，分別有通往青海湖一帶和西寧的道路，是四川往青藏的重要關口。